# Hafen Südlouisiana
Der Hafen von Südlouisiana ist ein 1960 gegründeter Seehafen zwischen Baton Rouge und New Orleans. Der Hafen erstreckt sich entlang der Parishes St. Charles, St. John the Baptist, und St. James, wobei Reserve als Verwaltungszentrum des Hafens dient. Gemessen am Massengutumschlag ist es der größte Hafen der USA und der zweitgrößte nach Gesamtumschlag. Weltweit belegt er Platz 16 nach Gesamttonnage.
Neben Sojabohnen und Mais sind Rohöl und petrochemische Produkte die Hauptprodukte, die im Hafen umgeschlagen werden.
50 % der Gesamtexportmenge des Getreides der USA wird über diesen Hafen umgeschlagen.

## Lage
Der Hafen erstreckt sich über eine Gesamtlänge von 87 km (54 miles) entlang des Mississippi River zwischen den Parishes St. Charles und St. James.